# Кельнер, Фридрих
Август Фридрих Кельнер (нем. August Friedrich Kellner, 1 февраля 1885 — 4 ноября 1970) — немецкий политический деятель, военный юрист. Родился в Файхингене-на-Энце. Работал инспектором правосудия в Майнце и Лаубахе, Германия. Один из организаторов Социал-демократической партии Германии (СДПГ) после Первой мировой войны. Выступал в оппозиции Адольфу Гитлеру и нацизму. Автор тайного дневника «Mein Widerstand», в котором описывал преступления нацизма.

## Биография

### Семья и образование

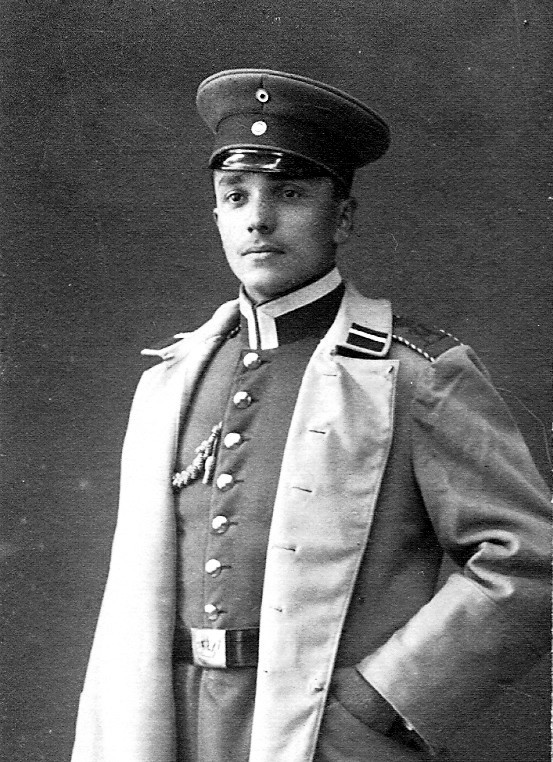
Фридрих Кельнер в 1914 г.

Август Фридрих Кельнер родился в Файхингене-на-Энце в Королевстве Вюртемберг (современная южная Германия). Он был единственным ребёнком Георга Кельнера, пекаря из Арнштадта (Тюрингия), и Варвары Вайгль из Битигхайм-Биссингена. Семья Кельнеров была евангелическими лютеранами.
Фридрих Кельнер окончил основную и высшую школу в Майнце. В 1903 году он стал клерком в суде Майнца. В 1920 году был назначен инспектором правосудия. Продолжал работать в суде вплоть до 1933 года.

### Военная служба и брак
Фридрих Кельнер подружился с Павлиной Прейс в 1913 году. Их единственным ребёнком был Карл Кельнер, родившийся в Майнце 29 февраля 1916 года. С 1908 года Фридрих Кельнер был в военном резерве. Когда в 1914 году началась Первая мировая война, был призван на действительную службу. Он воевал в Бельгии и Франции, участвовал в первом бою на Марне. Был ранен около Реймса, Франция, и вплоть до конца войны находился в 13-м армейском корпусе во Франкфурте-на-Майне.

### Политическая активность
Фридрих Кельнер стал организатором в Майнце социал-демократической партии Германии. В течение 1920-х годов он выступал против коммунистической партии и НСДАП. Во время своего выступления Фридрих Кельнер поднял над своей головой книгу Адольфа Гитлера «Mein Kampf», и крикнул в толпу: «Гутенберг, ваша типография была опозорена этой злой книгой». Члены нацистской полиции, «штурмовики», часто пытались сорвать его митинги.
В январе 1933 года, незадолго перед тем, как Гитлер изгнал своих политических оппонентов, Фридрих Кельнер переселил свою семью в город Лаубах в земле Гессен, где он занимал должность администратора в районном суде. В 1935 году, чтобы избавить своего сына от службы в армии Гитлера, Фридрих Кельнер послал его в США.
После Хрустальной ночи в ноябре 1938 года Фридрих Кельнер требовал предъявить обвинения против местных «штурмовиков» в Лаубахе, которые устроили еврейский погром. Расследование было открыто, но не против «штурмовиков», а против Фридриха и его жены, чтобы проверить их наследственность и являются ли они евреями. Несмотря на влияние нацистов, Фридрих продолжал высказывать свои мысли. В 1940 году председатель Лаубаха и местный нацистский лидер партии угрожали отправить Фридриха Кельнера в концентрационный лагерь, если он продолжит оказывать «плохое влияние» на людей в городе.

### Дневник
Фридрих Кельнер начал писать свой дневник 1 сентября 1939 года — в день, когда Гитлер приказал немецким вооруженным силам напасть на Польшу. Он дал дневнику название «Mein Widerstand», которое можно перевести как «Моя оппозиция» или «Моё сопротивление». Он редко писал о своей личной ситуации в дневнике. Он писал о нацистской политике и пропаганде, а также о гитлеровской агрессии против других народов.

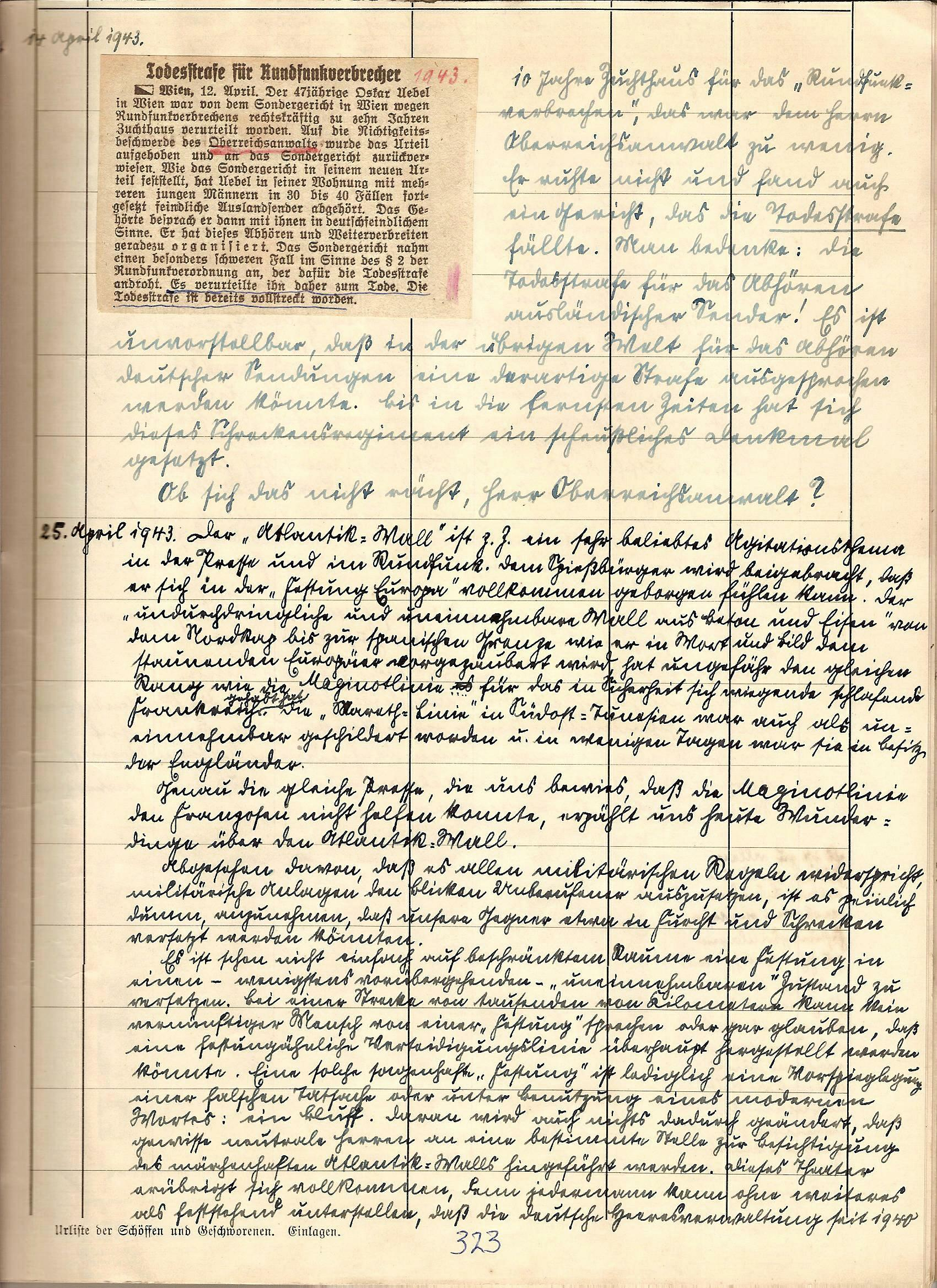
Страница дневника.

Одну из важнейших исторических записей он сделал в дневнике 28 октября 1941 года. Эта запись чётко показывает, что немецкий народ хорошо был осведомлён о геноциде евреев:

Жовнир на отдыхе здесь (в Лаубахе) рассказал, что он был свидетелем страшной нищеты в оккупированной Польше. Он наблюдал, как голые еврейские мужчины и женщины были поставлены перед длинными глубокими рвами и по приказу СС были расстреляны украинцами в голову, и упали в траншеи. Затем ров был наполнен грязью, крики ещё живых людей были слышны. Эти бесчеловечные зверства были настолько ужасны, что некоторые украинцы, которые были использованы в качестве инструмента, страдали нервными срывами. Все солдаты, которые знали об этих зверский действиях нацистских недочеловеков, высказали мнение о том, что немецкий народ должен трястись от будущего возмездия. Но когда наказание придет, то должны и невинные страдать. Но так как 99 процентов немецкого населения является виновным, прямо или косвенно, в современной ситуации, мы можем лишь сказать, что те, путешествующих вместе будут держаться вместе.

Перед войной, Фридрих Кельнер не мог понять, почему главы демократических государств не хотели остановить диктатора Гитлера от наращивания вооружений в Германии. Теперь он спрашивает, почему они так долго не нападали на Европейский континент, чтобы противостоять немецкому войску. 25 июня 1941 года он написал:

До настоящего времени государственные деятели из-за невероятной близорукости, не исполняют свои обязанности. Человечество збудиться! Напасть вместе со всеми силами против разрушителей мира! Ни отпечатков, ни резолюции, ни вещей, ни «нейтралитета» Наступление врага человечества!

В дневнике до конца войны Фридрих Кельнер заполнил 10 тетрадей, 861 страницу, рукописные в старый немецкий сценарий, называемый «Саттерлина» Фридрих Кельнер также вставил более 500 газетных вырезок в страницы своего дневника.

### После войны
После войны Фридрих Кельнер стал заместителем мэра города Лаубаха и занимался преследованием бывших нацистов. Он воссоздал СДПГ в Лаубахе и стал председателем организации.
Он был главным инспектором юстиции и администратором суда Лаубаха до 1948 года, а затем был назначен аудитором в районе Гиссен вплоть до своей отставки в 1950 году. С 1956—1960 гг., он снова служил первым депутатом города и заместителем председателя Лаубаха.
Фридрих Кельнер получил компенсацию от ФРГ в 1966 году из-за несправедливостей, совершенных против него со стороны нацистов: «Политическая оппозиционность Кёльнера была замечена властями, и они приняли меры. Это было открытое противостояние Кельнера и национал-социализма, которое предотвратило возможность продвижения по службе и повредило его карьере».
8 февраля 1970 после 57 лет брака его жена, Павлина, умерла. 4 ноября 1970 года Фридрих Кельнер умер. Он и его жена похоронены вместе в главном кладбище (нем. Hauptfriedhof) в Майнце.

## Принятие дневника

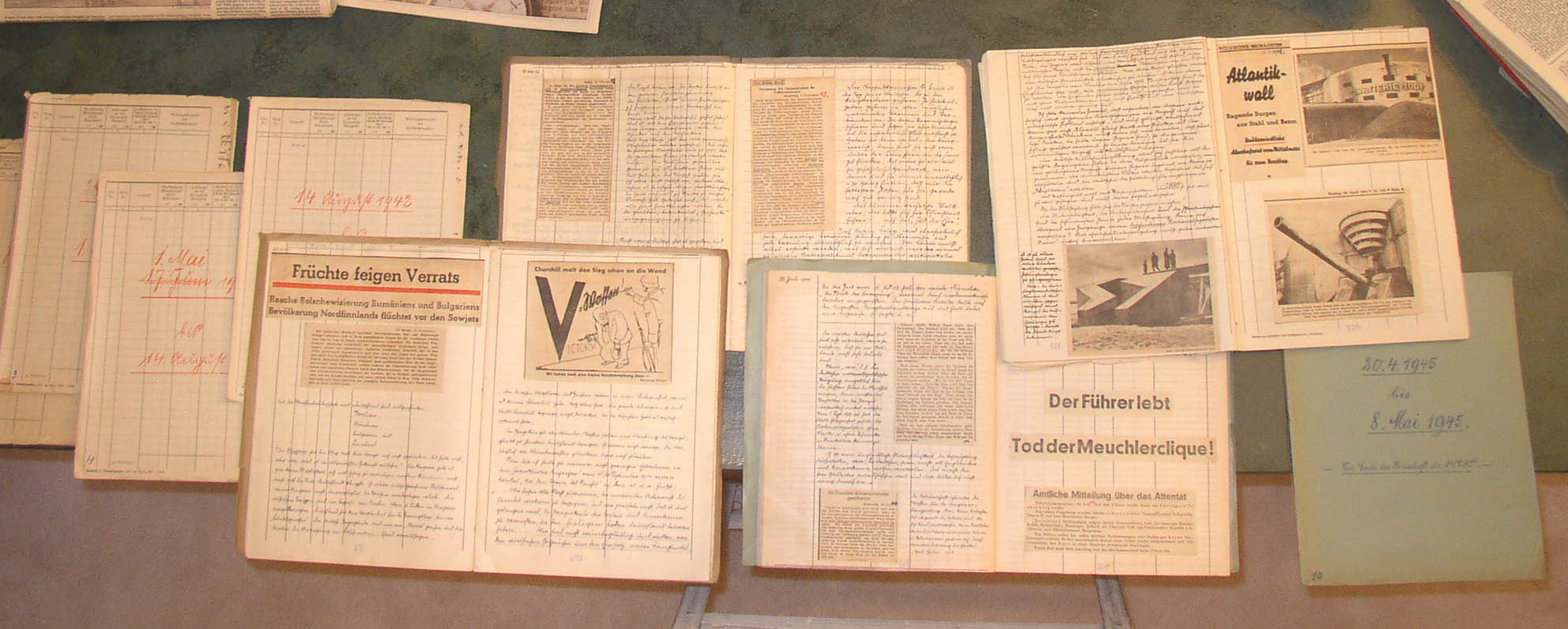
Тома дневника.

Фридрих Кельнер думал что его страдания во время Второй мировой войны могут повлиять на смягчение продолжающихся военных действий в мире. Он дал свой дневник своему американскому внуку Роберту Скотту Кельнеру в 1968 году для перевода и распространения в мире.
Дневник Августа Кельнера является важным в борьбе с ревизионистами, отрицающими нацистские преступления.

## Выставки
2005 апрель — май: Президентская библиотека и музей в имении Джорджа Буша. George Bush), в Колледж-Стейшен, Техас (англ. College Station, Texas), в память 60-летия дня «Победы в Европе».
2005 сентябрь: Хайматмузей Фридерицианум (нем. Heimatmuseum Fridericianum) в Лаубаси, Германии. С 2007 года сделано постоянной экспозицией факсимиле дневника и исторических фотографий.
2006 май — август: Музей Холокоста в Хьюстоне, Хьюстон, Техас. (англ. Holocaust Museum Houston, Houston, Texas).
2007 октябрь: Старая синагога в Стокгольме, Стокгольм, Швеция.
10 ноября 2008: библиотек в имени Дага Хаммаршельда, ООН, Нью-Йорк.
2009 декабрь: Фридриха Эберта Стифтунг, Берлин, Германия.
2010 февраль: Геген Вергесен фур Демократия (нем. Gegen Vergessen für Demokratie), в Бонне, Германия.
2010 май — декабрь: Президентская библиотека и музей в имении Дуайта Эйзенхауэра (англ. Dwight Eisenhower), в Абилине, Канзас, США (англ. Abilene, Kansas).

## Публикация дневника
Группа исследователей литературы по Холокосту (нем. Arbeitsstelle Holocaustliteratur) из Гисенского университета имени Юстуса Либиха (нем. Justus-Liebig-Universität Gießen) с 2005 по 2011 гг. работала над десятитомным научным изданием дневников Кельнера.

## Документальный фильм
«Моя оппозиция: Дневники Фридриха Кельнера» был показан в 2007 году в ССИ Развлечения в Торонто, Канада. Документальный фильм был снят в Германии, Канаде и США. Использование реконструкции архивных съемок и интервью, фильм переплетает жизни Августа Кельнер и его внука, Роберта Скотта Кельнера.
Фильм был впервые показан на канадском телевидении в 2007 году, и он был показан в ноябре 2008 года в ООН в память 70-й годовщины Хрустальной ночи.